# メンデレーヴォ
座標: 北緯56度02分 東経37度14分 / 北緯56.033度 東経37.233度
メンデレーヴォ（ロシア語: Менделе́ево, 英語: Mendeleyevo）はロシア・モスクワ州にある都市型集落（町）。首都モスクワからは北西へ40kmで、モスクワ市の飛び地・ゼレノグラードの近くに位置する。人口は8,030人（2002年国勢調査）。オカ川の左支流・クリャージマ川沿いにあり、源流からは10kmほどの距離。
メンデレーヴォは1957年、VNIIFTRI（ВНИИФТРИ、全ロシア物理技術・無線計測科学研究所）の設立とともに造られた街であり、その重要性から周囲から隔離された閉鎖都市となっている。町名は、ロシアの化学者ドミトリ・メンデレーエフにちなんで名づけられた。VNIIFTRIは計量や無線技術を研究し、ロシアの標準時の生成・供給のためセシウム周波数計測などを行っていることで知られる。
メンデレーヴォからクリャージマ川を挟んだ対岸には、古くからの村であるリャリョヴォがある。